# 湊長博

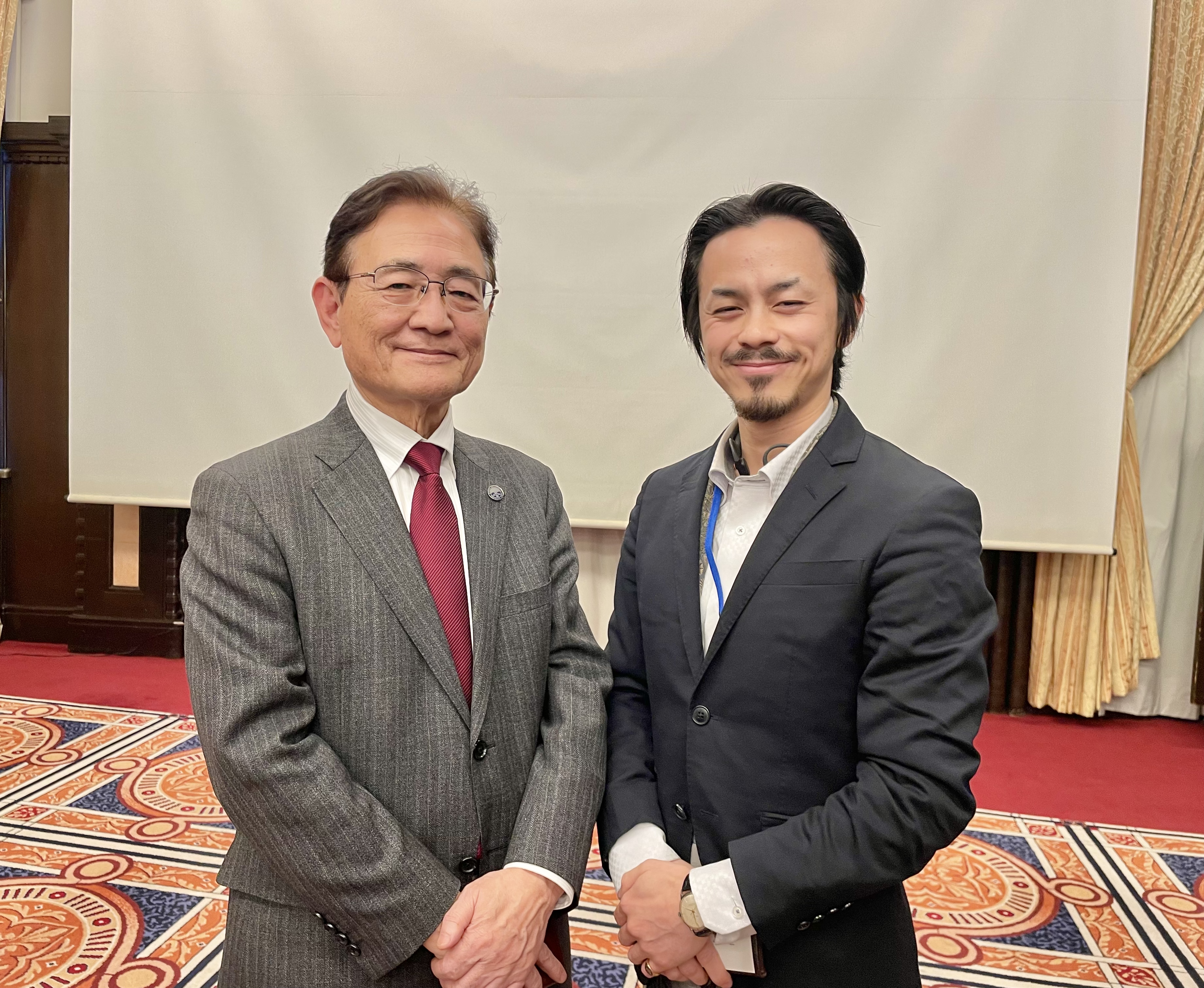
湊長博（左）2024年

湊長博（みなと ながひろ，1951年1月—）出生於日本富山縣冰見市，日本醫學家，京都大學醫學博士，京都大學教授，第27任京都大學校長（任期自2020年10月起）。

## 生平
- 1975年 京都大學醫學院畢業
- 1975年 京都大學胸部疾病研究所醫院住院醫師
- 1977年 美國紐約阿爾伯特·愛因斯坦醫學院免疫學和微生物學系研究員
- 1980年 自治醫科大學醫學部助理教授
- 1989年 自治醫科大學醫學部副教授
- 1992年6月 京都大學醫學部附屬免疫學研究中心教授
- 1993年4月 京都大學醫學部教授
- 1995年4月 京都大學大學院醫學研究科教授
- 1999年4月 京都大學大學院生命科學研究科教授
- 2007年4月 京都大學大學院醫學研究科教授
- 2007年10月 京都大學大學院醫學研究科附屬基因醫學中心長
- 2010年10月 京都大學大學院醫學研究科長・醫學部長
- 2014年10月 京都大學理事・副校長
- 2017年10月 京都大學教務副校長
- 2020年10月 京都大學校長

## 主要研究领域
癌症、免疫學。